# Parabolopona ishihari
Parabolopona ishihari är en insektsart som beskrevs av Webb 1981. Parabolopona ishihari ingår i släktet Parabolopona och familjen dvärgstritar. Inga underarter finns listade i Catalogue of Life.